# Thyene punctiventer
Thyene punctiventer es una especie de araña saltarina del género Thyene, familia Salticidae. Fue descrita científicamente por Karsch en 1879.
Habita en África occidental.